# Ectropis crepusculata
Ectropis crepusculata är en fjärilsart som beskrevs av Herrich-Schäffer 1862. Ectropis crepusculata ingår i släktet Ectropis och familjen mätare. Inga underarter finns listade i Catalogue of Life.